# Benigno Azpuru
Benigno Azpuru Zarandona, también escrito Benigno Aspuru, nacido en Larrabetzu, Vizcaya, el 21 de septiembre de 1930 y falleció en Bilbao, el 2 de enero de 2014. Fue un ciclista español, profesional entre 1955 y 1961, cuyo mayor éxito deportivo los obtuvo en la Vuelta a España donde logró 1 victoria de etapa en la edición de 1956.

## Palmarés
| 1949 - San Salvador del Valle 1956 - 1 etapa en la Vuelta a España - Bergara - Bilbao-Larrabetzu-Bilbao - G.P. Sniace - G.P. Trubia - Torrelavega 1957 - Circuito Montañés, más 1 etapa - G.P.Nacional por Equipos (con Cil-Indauchu) - Circuito Basauri | 1958 - G.P. San Juan (Éibar) - Placencia de las Armas 1959 - 1 etapa en la Bicicleta Eibarresa - Galdákano - G.P. González Asturias 1960 - Bicicleta Eibarresa - 3.º en el Campeonato de España de Montaña |

## Resultados en Grandes Vueltas y Campeonato del Mundo
Durante su carrera deportiva ha conseguido los siguientes puestos en las Grandes Vueltas y en los Campeonatos del Mundo en carretera:
| Carrera         | 1955 | 1956 | 1957 | 1958 | 1959 | 1960 | 1961 |
| --------------- | ---- | ---- | ---- | ---- | ---- | ---- | ---- |
| Giro de Italia  | -    | -    | -    | -    | -    | -    | -    |
| Tour de Francia | -    | -    | Ab.  | -    | -    | -    | -    |
| Vuelta a España | -    | 39.º | 23.º | 10.º | 27.º | 8.º  | 50.º |
| Mundial en Ruta | -    | -    | -    | -    | -    | -    | -    |

-: No participa

Ab.: Abandono

## Equipos
- Independiente (1948-1955)
- Boxing Club (1956)
- Cil-Indauchu (1957)
- Kas-Boxing Club (1958)
- Kas (1959-1960)
- Kas-Royal Asport (1961)